# 山崎陽子
山崎 陽子（やまざき ようこ、1975年7月25日 - ）は、日本の陸上競技選手。専門は長距離走。

## 概要
筑波大学在学中、1994年世界ジュニア陸上競技選手権大会女子10000mに出場し優勝した（タイムは32分34秒11）。この優勝は、世界ジュニア陸上競技選手権で日本勢史上初の金メダル獲得となり、JOCスポーツ賞新人賞を受賞した。
2002年大阪国際女子マラソンに枚方市陸上競技協会所属選手として出場し、87位となった（タイムは3時間2分58秒）。

## 記録
- 10000m - 32分34秒11（1994年7月21日）